# Miriofil·le
Miriofil·le (Myriophyllum) és un gènere de plantes amb flors de la família haloragidàcia Compta amb unes 45 espècies de plantes aquàtiques d'aigua dolça. La seva distribució és cosmopolita. El nom del gènere prové del grec: "μυρίος -ία -ίον" incomptable, innombrable, incommensurable, i "τὸ φύλλον" "fulles". Les fulles submergides són pinnades i dividides, les de sobre l'aigua són més petites. Les flors són menudes amb quatre pètals, formades en espiga.
Algunes espècies són plantes invasores. Als Països Catalans són espècies autòctones les següents:Myriophyllum verticillatum (volantí verticil·lat), Myriophyllum spicatum (volantí espigat) i Myriophyllum alterniflorum (volantí de fulles alternes).

## Algunes espècies
- Myriophyllum alterniflorum
- Myriophyllum aquaticum
- Myriophyllum diccocum
- Myriophyllum elatinoides
- Myriophyllum farwellii
- Myriophyllum heterophyllum
- Myriophyllum hippuroides
- Myriophyllum humile
- Myriophyllum laxum
- Myriophyllum matogrossense
- Myriophyllum pinnatum
- Myriophyllum quitense
- Myriophyllum sibiricum
- Myriophyllum spicatum
- Myriophyllum tenellum
- Myriophyllum tuberculatum
- Myriophyllum ussuriense
- Myriophyllum variifolium
- Myriophyllum verrucosum
- Myriophyllum verticillatum